# Davide De Marinis
Davide De Marinis (Milano, 21 febbraio 1971) è un cantautore italiano.

## Biografia

### Carriera
Il suo più grande successo rimane il tormentone estivo dell'estate 1999 Troppo bella, scritto insieme al suo produttore Davide Bosio.
L'anno seguente partecipa al Festival di Sanremo con Chiedi quello che vuoi, brano prodotto da Bosio, con cui si classifica al quinto posto nella sezione Nuove Proposte, e successivamente al Festivalbar con la canzone Gino!.
Nell'estate 2001 esce il secondo album dal titolo Passo dopo passo, seguito da un lungo tour estivo nel quale propone fra l'altro il singolo La pancia, che lo fa partecipare per la terza volta al Festivalbar.
Nel 2006 pubblica il suo terzo album in studio Come da 2 Lunedì, su etichetta F.M.A. Edizioni Musicali E Discografiche S.r.l..
Arriva cinque anni dopo il precedente lavoro Passo dopo passo e porta il musicista milanese verso una dimensione più cantautorale, da sempre coltivata insieme alla passione per l'arte (Davide è laureato all'Accademia di Brera ed in questo periodo ha anche tenuto delle mostre).
Nel 2008 è autore della canzone sanremese di Toto Cutugno Un falco chiuso in gabbia, il brano è stato eseguito anche in duetto con Annalisa Minetti.
Nel 2009 esce il singolo Cosa cambia, prodotto da Bosio e Alex Farolfi.
Nel 2011 è la volta di Morandi Morandi, nel cui video clip, diretto da Fabio Bastianello, sono protagonisti personaggi delle trasmissioni Chiambretti Night e Uomini e donne, oltre a Roberto Ferrari, speaker dell'emittente radiofonica Radio Deejay. Al fianco di Davide De Marinis, nel video, il suo attuale produttore Nicola Panza, in arte Dj Panico. Con un'intrusione in sala stampa a Sanremo ha potuto improvvisare un duetto del brano con Gianni Morandi. Nel maggio dello stesso anno esce il singolo Pacifica invasione.
Nel dicembre 2012 esce il singolo Buo buo buon Natale.
Ad inizio dicembre 2014 pubblica Qualcosa di più.
Nel maggio 2017 pubblica il singolo Stringimi più forte, mentre nel settembre 2018 è il turno di Piccanti parole, il cui relativo videoclip vede la partecipazione della showgirl Justine Mattera.
Nel 2019 partecipa come concorrente al programma televisivo Ora o mai più in onda su Rai 1 con il maestro Fausto Leali e si classifica al 5º posto. Durante l'ultima puntata presenta il suo nuovo singolo Naturale, pubblicato il 3 marzo 2019 dall'etichetta Keep Hold Srl – StarPoint International Srl..
Nell'autunno 2019 partecipa come concorrente alla nona edizione di Tale e quale show, in onda su Rai 1, condotto da Carlo Conti, dove si classifica quarto, riesce a vincere la quinta puntata, imitando Vasco Rossi; grazie al punteggio ottenuto riesce a partecipare alla ottava edizione de Tale e quale show - Il torneo, dove invece si classifica ultimo.
Il 13 gennaio 2023 esce Piove a dirotto, singolo del rapper Endi, in cui Davide De Marinis partecipa con una collaborazione. 
Davide De Marinis ha fatto parte della Nazionale Cantanti di calcio.
Nell’ottobre del 2024 viene pubblicata la canzone intitolata Avatar singolo della cantante NeVe in cui Davide De Marinis partecipa in qualità di featuring. Il testo del brano è stato scritto da Raffaele Viscuso insieme a Davide De Marinis. La musica è dello stesso Viscuso che ha curato anche la direzione artistica del progetto.
Il 1 maggio del 2025 esce il brano " Che meraviglia " , un sodalizio nato insieme alla regista Sasha Alessandra Carlesi per la colonna sonora del film corto "Sei sempre stata tu " con la sua regia e prodotto insieme a Ciro Buono ( Attore e organizzatore ) e Simone Barletta ( direttore della fotografia e montatore ) . In concomitanza del cortometraggio è stato prodotto anche il videoclip del brano, filmato sul territorio del comune di Fiumicino .

## Discografia

### Album
- 1999 – Quello che ho
- 2001 – Passo dopo passo
- 2006 – Come da 2 Lunedì

### Raccolte
- 2004 – Made in Italy

### Singoli
- 1998 – Cambiare aria
- 1999 – Troppo bella
- 1999 – Troppo bella remixes
- 1999 – I sentimenti nascono
- 2000 – Chiedi quello che vuoi
- 2000 – Gino!
- 2001 – La pancia
- 2001 – Non mi basti mai
- 2004 – Faccio fatica
- 2006 – L'ipotesi
- 2006 – È stato un attimo
- 2007 – La felicità
- 2009 – Cosa cambia
- 2011 – Morandi Morandi
- 2011 – Pacifica invasione
- 2012 – Buo buo buon Natale
- 2013 – Vuoi far l'amore con me
- 2013 – Mela godo
- 2014 – Qualcosa di più
- 2015 – Per ogni stella (con Mirko Casadei)
- 2017 – Stringimi più forte
- 2017 – Stringi più che puoi (Valerio music club mix)
- 2018 – Apro e chiudo
- 2018 – Piccanti parole
- 2019 – Naturale
- 2021 – Stella della notte
- 2025 -- Che meraviglia

### Collaborazioni
- 2023 – Endi feat. Davide De Marinis - Piove a dirotto
- 2024 - NeVe feat. Davide De Marinis - Avatar

## Televisione
- Ora o mai più (Rai 1, 2019), concorrente
- Tale e quale show (Rai 1, 2019), concorrente
- Domenica in (Rai 1, 2019), ospite
- Tale e quale show - Il torneo (Rai 1, 2019), concorrente